# Olmedillo de Roa
Olmedillo de Roa es un municipio español situado en la provincia de Burgos, en la comunidad autónoma de Castilla y León, que forma parte de la comarca de la Ribera del Duero.
Es un pueblo eminentemente agrícola, en sus campos se alternan el grano y la uva, combinados con hermosos pinares que coronan los cotarros. Con un clima continental, una altitud media de 800 metros y un suelo de aluvión y arcilloso, rico y fértil, han creado el hábitat apropiado para la uva Tinta del País, variedad principal de la zona – procedente del mismo tronco que la uva Tempranillo -, que otorga color, aroma y cuerpo a sus excelentes tintos muy cubiertos de color, con irisaciones moradas, aroma muy delicado y penetrante y suavemente ácidos.
En esta localidad está situada la Bodega Pagos del Rey, perteneciente al grupo  Félix Solís Avantis, que es la mayor elaboradora de toda la Denominación de Origen Ribera del Duero.

## Demografía
Olmedillo de Roa cuenta con una población de 185 habitantes (INE 2024).
| Gráfica de evolución demográfica de Olmedillo de Roa entre 1842 y 2021                                                |
| |
| Población de derecho según los censos de población del INE. Población de hecho según los censos de población del INE. |

## Economía

### Evolución de la deuda viva
El concepto de deuda viva contempla sólo las deudas con cajas y bancos relativas a créditos financieros, valores de renta fija y préstamos o créditos transferidos a terceros, excluyéndose, por tanto, la deuda comercial.
| Gráfica de evolución de la deuda viva del ayuntamiento entre 2008 y 2014                             |
| |
| Deuda viva del ayuntamiento en miles de Euros según datos del Ministerio de Hacienda y Ad. Públicas. |

La deuda viva municipal por habitante en 2014 ascendía a 0 €.

## Patrimonio

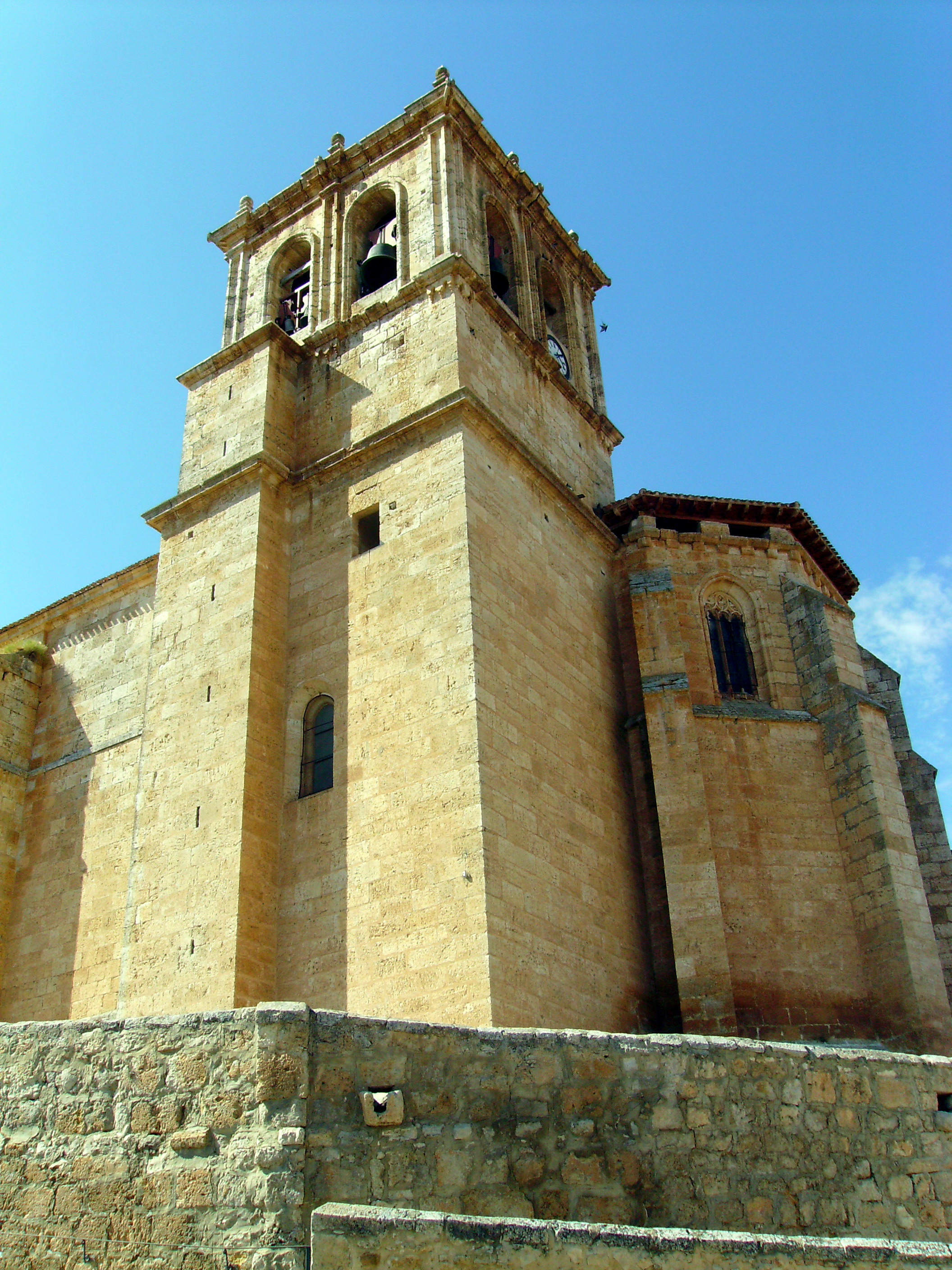
Iglesia

Entre sus encantos destaca la iglesia de Nuestra Señora de la Asunción, cuyo edificio fue construido, con la monumentalidad espacial propia del siglo XVI y principios del XVII, por el cantero Juan de Navaceda. Es una construcción que consta de tres naves, muros de piedra y sillería de aparejo regular. Posee una cabecera con ventanas góticas, interior con yesos de las techumbres de las naves, bóveda estrellada en falso crucero, grandes pilastras que proporcionan esbeltez y dos arcos góticos. Tiene un gran salón de doce tramos de bóveda que se apean sobre pilares de base poligonal y sección circular en su alzado, con cubierta de falsa bóveda de ladrillo con decoración de yesones -excepto en el cuarto tramo que se aboveda con crucería reticular y de combados-.

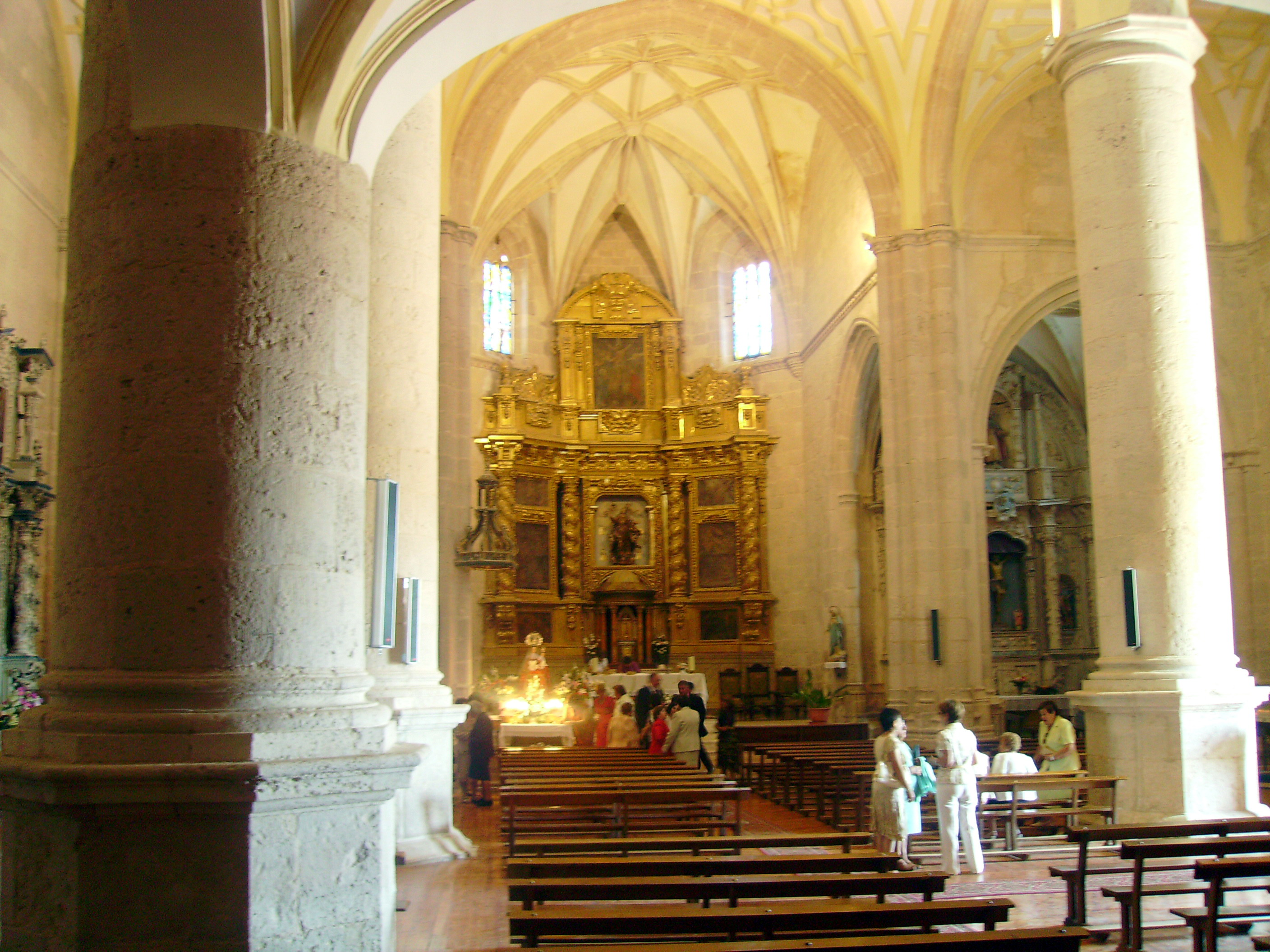
Interior

En su interior alberga un retablo de Nuestra Señora de Basardilla, de mediados del siglo XVII con la imagen de la Virgen de Basardilla que antiguamente se ubicaba en la ermita del pueblo, también se puede encontrar un receptáculo del siglo XVIII, realizado por Manuel Sandoval y un tabernáculo del siglo XIX de Pedro Munar.

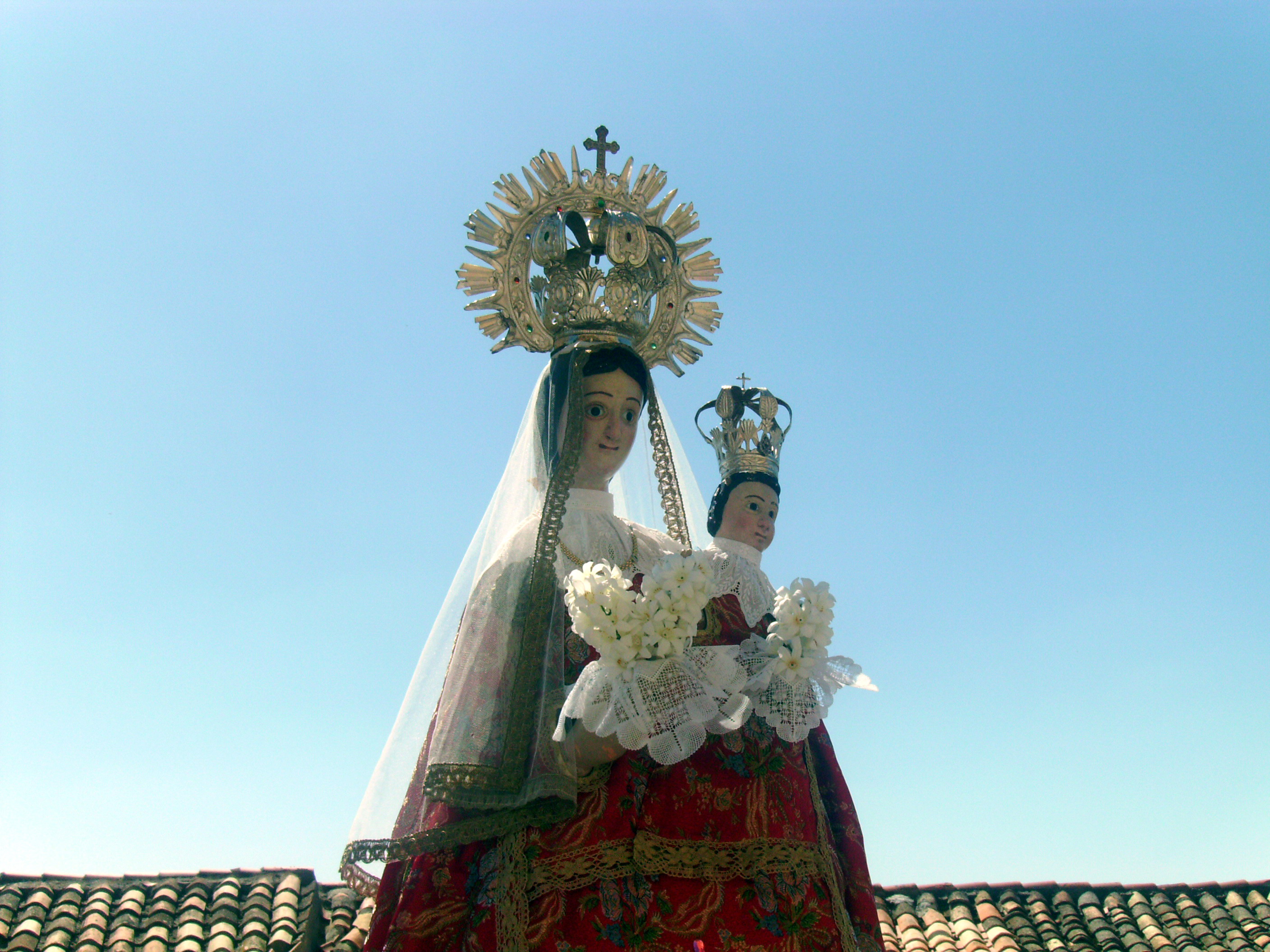
Virgen de Basardilla

En la plaza del pueblo se conserva una casa del siglo XIX, cuya fachada posee un juego de ladrillo y piedra y dos bustos, uno de mujer y otro de hombre, encima de las dos ventanas del edificio. Existen numerosos ejemplos de este estilo de construcción, en el que van variando los bustos, en otros pueblos de la ribera (La Horra, Quinatanamanvirgo, Guzmán, Boada de Roa … )

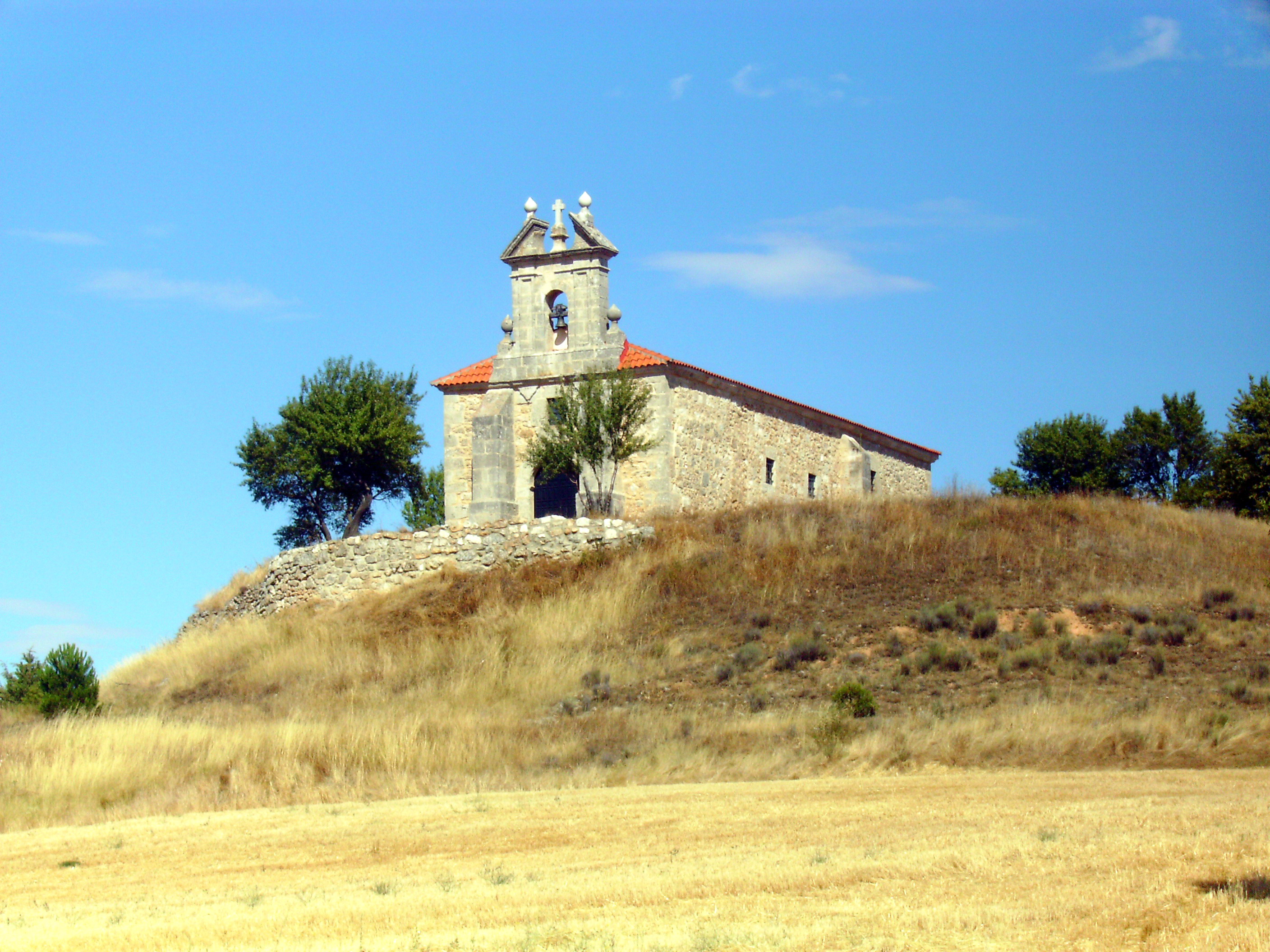
Ermita de la Virgen de Basardilla

No lejos del pueblo, sobre un cerro próximo se localiza la ermita barroca de la Virgen de la Basardilla. Externamente destaca su espadaña y sus grandes pilastras.

### Iglesia parroquial de la Asunción de Nuestra Señora
Iglesia católica dependiente de la parroquia de Tórtoles de Esgueva en el arciprestazgo de Roa, diócesis de Burgos.

### Rutas
Olmedillo de Roa está situado en la ruta más corta entre los lugares santos de Caravaca de la Cruz y Santo Toribio de Liébana.

## Cultura

### Fiestas y costumbres
Fiestas patronales:La Semana Santa, la Festividad de la Santísima Trinidad y Natividad de Nuestra señora de Basardilla.
La fiesta más importante de la localidad es la Natividad de Nuestra Señora de Basardilla que se celebra el día 8 de septiembre, y al día siguiente conmemoran la fiesta de los Mártires de Cardeña. El día sábado de la fiesta, el pueblo realiza la Romería a la ermita de la Virgen de Basardilla, después de celebrar misa en la ermita la virgen es llevada a la iglesia del pueblo, durante todo el recorrido de vuelta al pueblo los jóvenes acompañan danzando sin parar en honor a la Virgen.
En Semana Santa, lo más llamativo son los cantos tradicionales, como el del Reloj -en el que se va narrando hora tras hora lo que va ocurriendo durante la pasión de Cristo-, que se entonan el día de Jueves Santo y Viernes Santo durante "la carrera" (procesión nocturna por las calles del pueblo", y es también importante el canto que se hace durante el lavatorio de pies que se realiza a los niños del pueblo en la iglesia el jueves santo, representando a los 12 apóstoles. 
La Santísima Trinidad se celebra 40 días después de Semana Santa, la fiesta dura 2 días durante los que se organizan diferentes actos festivos. La procesión se desarrolla antes de la misa, y adquiere vistosidad ya que se danza durante el trayecto.

## Historia
Las noticias relacionadas directamente con Olmedillo son escasas, por lo que el pasado de este municipio se reconstruye indirectamente. Del primer periodo de la Edad de los Metales hay que destacar una modalidad de cerámica que se conoce como estilo “Ciempozuelos” que en la Meseta tuvo gran desarrollo mil años antes de Cristo Se han encontrado posibles yacimientos de este periodo en diferentes municipios y en Olmedillo concretamente en los siguientes términos: El Calvario, El Carril, Las Eras, Busiles y La Serna.
Durante los inicios de la Edad de Bronce (1800- 750 a. C.) hubo gran diversidad de tipos de asentamientos de corta duración propios de una actividad económica itinerante,. La estructura de habitación permanente aparece en la denominada cultura del Soto. Periodo que destaca por la regionalización y porque el ritual funerario constituye la inhumación en enterramientos simples o colectivos. Se han encontrado yacimientos posibles de este periodo solo en Olmedillo de Roa: En la Basardilla, la Plaza y Santimia.
La Edad del Hierro, etapa de intercambios con el exterior y de asentamientos de población estables situados junto a los valles fluviales. Se han encontrado poblaciones de esta época cerca de nuestros pueblos.
La celtiberización, muy importante en estos pueblos ribereños, trajo una serie de cambios culturales y grandes novedades técnicas y económicas. El periodo de romanización, tras la conquista militar del pueblo vacceo, se construyó una importante red de caminos como la calzada de primera categoría que enlazaba Astorga con Zaragoza y otras de carácter secundario. En Olmedillo se conservan restos de estas vías, ejemplo de ello es el puente romano en las inmediaciones de la ermita. Los visigodos a su llegada a tierras del Duero ocuparon los asentamientos romanos, lo cual lo constatan los yacimientos encontrados en Olmedillo.
Hay que destacar, en el año 912, la ocupación de la fortaleza de Roa por parte del conde Munio Nuñez y de ella pasaron a depender un conjunto de aldeas y núcleos de población entre ellos Olmedillo. Un conjunto de pequeñas fortalezas defienden estas tierras de los ataques islámicos a lo largo del siglo X. Se dan sucesivos intentos de reorganizar y poblar el territorio según informan crónicas de 939 y 983 probablemente bajo la dirección de los cristianos. Esto se consigue en 1011 cuando se recuperan las fortalezas más significativas de la cuenca del Duero. Un hecho significativo es la reconstrucción del obispado de Osma al que Olmedillo pertenece desde 1136. Desde la entrada en vigor del fuero e Roa en 1143 cuando se funda la Comunidad de Villa y tierra de Roa, “Olmediello” tendrá la capacidad de poblar y ocupar las tierras yermas entre el Arlanza y la sierra.
En el siglo XVI se vive una etapa de prosperidad y en la Edad Moderna el entramado urbano y el templo parroquial, recibirán una profunda remodelación adquiriendo en lo esencial el aspecto que ahora podemos contemplar.
Villa rodeada de despoblados pertenecientes a las 33 aldeas que en el año 1.143 conformaron el territorio de la Comunidad de Villa y Tierra de Roa. Constituye una de las zonas más densamente pobladas de la Edad Media con una tradición de población que hunde sus raíces desde el Calcolítico. 
En el Censo de Vecindarios de la Corona de Castilla  realizado en 1591 se denominada Durón y Olmedillo , pertenecía a la Tierra de Roa , incluida en la provincia de Burgos . La comunidad contaba con 1.569 vecinos pecheros, correspondiendo 563 a la capital.
Villa , conocida entonces como Olmedillo , perteneciente a la Tierra de Roa con jurisdicción, de señorío  ejercida por el conde de Siruela, quien nombraba su alcalde ordinario.
Olmedilllo de Roa posee un conjunto de arquitectura nobiliar y civil con sorprendentes inscripciones en algunas de sus sillerías e interesantes construcciones del siglo XIX. Por otro lado, conserva su estructura urbana circular, heredada de su pasado medieval.
A la caída del Antiguo Régimen queda constituido en ayuntamiento constitucional en el partido de Roa perteneciente a la región de Castilla la Vieja que en el censo de la matrícula catastral contaba con 163 hogares y 652 vecinos.

### sigloXIX
Así se describe a Olmedillo de Roa en la página 251 del tomo XII del Diccionario geográfico-estadístico-histórico de España y sus posesiones de Ultramar, obra impulsada por Pascual Madoz a mediados del siglo XIX:

OLMEDILLO

Villa con ayuntamiento en la provincia, audiencia territorial y capitanía general de Burgos (12 leguas), partido judicial de Roa (1 1/2) y diócesis de Osma (14).
Situada en una pequeña altura, con buena ventilación y clima sano.
Tiene 200 casas de un solo piso, mal fabricadas y peor distribuidas en su interior; varias calles irregulares, sin empedrar y sucias; una plaza de corta extensión y de figura circular; una escuela de primeras letras, a la que asisten 60 alumnos, cuyo maestro está dotado con 1.300 reales satisfechos de los fondos de propios, y además la retribución de dichos alumnos, que consiste en una cántara de vino por cada uno de ellos; casa consistorial ruinosa; una fuente y 3 pilones muy escasos de agua de mediana calidad dentro de la población; un cementerio extramuros y bien ventilado; un santuario rural (Nuestra Señora de Basardilla) al O del pueblo y en el camino que dirige de Roa a Burgos y Montañas de Santander, y por último, una iglesia parroquial al norte de la villa en una altura que la domina; su culto está servido por un cura párroco.
Confina el término N Torresandino; E La Horra; S Anguis, y O Guzmán.
El terreno es secano y se compone de miga y arena, participando de valles y altura; por él corre un pequeño arroyo titulado de la Madre; hay 2 montes, uno al E y otro al O, llamados el primero dehesa de Basardilla, y el segundo dehesa de los Pobres, ambos poblados de encinas y robles, cuyas maderas solo sirven para combustible. Al N y a distancia de 6.000 pasos, se encuentra una cordillera titulada Rascaviejas, y dos pequeños prados para pastos.
Caminos: los locales y el que dejamos mencionado arriba, que es de herradura y en mal estado.
Producciones: trigo, centeno, cebada, avena, legumbres, cáñamo y vino; cría ganado lanar y algún otro de labor.
Industria: la agrícola.
Población: 163 vecinos, 652 almas.

Capital productivo: 2.078.810 reales. Imponible: 165.747. Contribución: 21.415 reales 19 maravedíes. El presupuesto municipal asciende a 8.000 reales y se cubre con los fondos de propios y reparto vecinal.